# 最高の人生の選び方
『最高の人生の選び方』（さいこうのじんせいのえらびかた、The Open Road）は2009年のアメリカ合衆国のドラマ映画。
監督はマイケル・メレディス、出演はジェフ・ブリッジスとジャスティン・ティンバーレイクなど。
プロ野球の往年の名選手である父親とスランプ中の現役選手である息子の和解を描いたロードムービーである。
日本では劇場未公開だが、2013年12月3日にDVDが発売された。

## ストーリー
マイナーリーグの現役選手カールトン・ギャレットは、往年の名選手カイル・ギャレットの息子として注目され、それなりの成績を上げたこともあったが、今期は絶不調のスランプ中である。野球選手としての岐路に立つ彼に祖父アモンから母キャサリンが心臓を患って入院したとの連絡が来る。病院にかけつけたカールトンにキャサリンは、手術の前に遠く離れて暮らす元夫カイルに会いたいので連れて来て欲しいと頼む。自分と母親を捨てたカイルに複雑な想いを抱いているカールトンは抵抗感を覚えるものの、母の頼みを聞くことにする。不安を感じる彼は元恋人で今は親友となっているルーシーに同行を頼む。
カールトンの予想に反し、思いの外あっさりと頼みを聞き入れたカイルだったが、身分証の入った財布をなくした（実際には鞄に入っていたのだが、それを言い出せなくなっていた）ために、飛行機に乗れなくなってしまう。仕方なく3人は車を使うことにする。しかし、行く先々で自由奔放なカイルに振り回され続けたカールトンは、ルーシーとの仲もぎくしゃくしてしまう。
激しくぶつかり合いながらも、カールトンは何とかカイルを病院に連れて行くが、キャサリンは既に手術に入っていた。家族らが見守る中、手術は成功する。キャサリンとカイルは久しぶりの再会を喜び合う。カールトンは野球を辞め、かねてから希望していた作家に転身することを決め、ルーシーとよりを戻す。そして晴れやかな気持ちで空港までカイルを見送ると、球場のロッカーにある私物をまとめて、ルーシーとともに球場を後にする。

## キャスト
※括弧内は日本語吹替
- カールトン: ジャスティン・ティンバーレイク（中尾智） - マイナーリーグの現役選手。実は作家志望。
- カイル: ジェフ・ブリッジス（石原辰己） - カールトンの父親。プロ野球の往年の名選手。自由奔放。
- ルーシー: ケイト・マーラ（野々山恵梨） - カールトンの元恋人。
- アモン: ハリー・ディーン・スタントン - カールトンの母方の祖父。
- コーチ: テッド・ダンソン - カールトンが所属するチームのコーチ。
- キャサリン: メアリー・スティーンバージェン（北林早苗） - カールトンの母親。アモンの娘。
- ホテル「ピーボディ」のバーテンダー: ライル・ラヴェット

## 作品の評価
Rotten Tomatoesによれば、7件の評論のうち高評価は29%にあたる2件で、平均点は10点満点中4.66点となっている。
Metacriticによれば、4件の評論のうち、高評価は1件、賛否混在は3件、低評価はなく、平均点は100点満点中47点となっている。